# Garganta del Villar
Garganta del Villar – gmina w Hiszpanii, w prowincji Ávila, w Kastylii i León, o powierzchni 18,19 km². W 2011 roku gmina liczyła 43 mieszkańców.